# Thallarcha chrysochoa
Thallarcha chrysochoa är en fjärilsart som beskrevs av Edward Meyrick 1886. Thallarcha chrysochoa ingår i släktet Thallarcha och familjen björnspinnare. Inga underarter finns listade i Catalogue of Life.